# Tik (betegség)
A tik vagy tikk kényszeres cselekvés – egy kényszerbetegség –, melynek motorikus és vokális formája különíthető el. Megjelenhet célszerűnek tűnő vagy célszerűtlen mozgás(sor) formájában. A tikek nagymértékben akaratlanok, ugyanakkor alávethetők bizonyos mértékű akaratlagos irányításnak: néhány percre, esetleg néhány órára elnyomhatók. A tikek visszatartása kényelmetlen, megerőltető érzésekkel jár; a betegtől koncentrációt, erőfeszítést igényel. Sok érintett nem szívesen tartja vissza a tikjeit hosszú időre, mivel azután az elnyomott tikek nagyon erősen jelentkeznek: mintha a visszatartás alatt felhalmozódnának, utána „kitikelés” formájában kiürülnének. A Tourette-szindróma jellemző neurológiai tünete a motorikus és vokális tik egyidejű fennállása a betegnél. A betegség 10-12 éves korban elég erősen mutatkozik, utána visszahúzódik, gyakran teljesen elmúlik.

## Motorikus (mozgásos) tikk
A motorikus tikkek akaratlanul fellépő, általában rövid és szabálytalan mozgások. Leggyakrabban az arcon és a fejen mutatkoznak (pl.: hunyorgás, grimaszolás, orrhúzogatás, szemgolyó elfordítás, fejrángatás). Motoros tikk előfordulhat a vállakban, karokban is (pl.: akaratlan vállfelhúzogatás, karforgatás, ujjgörcsölés). Ritkábban a tikk a törzsben és a lábakban jelentkezik (pl.: lábdobogás, testgörbítgetés, testhajlítgatás). Az izommozgástól függően megkülönböztethető egyszerű és összetett motorikus tikk.

### Egyszerű motorikus tikk
Nagyon rövid, szinte észrevétlen kényszeres mozgások. Gyakran annyira enyhe formában jelentkeznek, hogy azokat egyszerű egyéni jellegzetességnek vagy idegességnek tartják. (pl.: szemhunyorítás, pislogás, váll húzogatása).

### Összetett motorikus tikk
Az összetett motoros tikkek egymástól jól megkülönböztethető, meghatározott lefolyás szerint egymást követő, több izomcsoportot érintő mozgások akaratlan végrehajtása (pl.: szökdécselés, ugrálás, guggolás, furcsa kar-, vagy törzsmozdulatok tárgyak szagolgatása, az orr érintgetése). Néhány összetett motorikus tikknek jellegzetessége miatt speciális elnevezése van:

#### Echopraxia
Emberek mozgásainak, gesztusainak, cselekvéseinek átvétele és/vagy utánzása.

#### Kopropraxia
Bizonyos obszcén tartalmú mozdulatok megtétele (pl.: a középső ujj felfelé mutatása, a saját nemi szerv vagy környékének megérintése).

#### Érintés
Tárgyak vagy emberek kényszeres megérintése, gyakran csak rövid kopogtatás, ritkábban a másik ember mellének, fenekének, nemi szervének vagy környékének hosszas érintése.

## Vokális (hangadásos) tikk
A vokális tikk jellemzője egy–egy hang, hangsor, szó, zaj ismétlődő, kényszeres kibocsátása.

### Egyszerű vokális tikk
Az egyszerű vokális tikkek rövid hangadások vagy a felső légutakon képződő hangszerű jelenség - zaj - önkéntelen kibocsátása (pl.: szipogás, lihegés, torokköszörülés, visszatérő köhögés (megfázás hiányában), sipítás, kacarászás, dünnyögés, dörmögés, röfögés, ugató, nyivákoló hangok kiadása, visítás, ordítás).

### Összetett vokális tikk
Helyzethez nem illő szavak, mondatok kimondása; mások szavainak, mondatainak ismétlése. Néhány összetett vokális tikket megkülönböztetnek jellegzetessége alapján:

#### Echolália
Más emberek szavainak, mondatainak különösebb ok nélküli ismételgetése.

#### Palilália
A beteg saját maga által kiejtett szavakat, szótagokat, mondatrészeket ismétel; erősebb formája dadogáshoz hasonlít. Alkalmanként egyfajta beszédblokk alakul ki.

#### Koprolália
A társadalomban kevéssé elfogadott, obszcén tartalmú szavak akaratlan, heves kiejtése. Ritkán fordul elő - de előfordulásakor - gyakran komoly társasági problémákat okoz.

## A tikkelés okai
Kialakulásának pontos oka még ismeretlen. A képalkotó berendezések - agyi elektronikus aktivitást mérő magspintomográfia, PET, SPECT - segítségével végzett legújabb tudományos vizsgálatok az agy egyes területeinek - a törzsdúcok, a bazális ganglionok és az agykéreg - funkcionális elváltozását mutatják ki. A homloklebeny aktiválása révén a bazális ganglionok és az agykéreg motorikus kontrolljának hiányossága átmenetileg akaratlagosan kiegyenlíthető. A tünetegyüttesért jelenleg elsősorban az agy neurotranszmitterei közötti egyensúly zavarát teszik felelőssé. Különösképpen a dopamin (túlsúly) és a szerotonin (alulműködés) egyensúlyáról van szó. Megfigyelések szerint fiúkban gyakrabban jelentkezik, mint lányokban. Megfigyeltek családi halmozódást is: a tikkelés gyakoribb azokban a családokban, ahol a közeli rokonság körében előfordult, poligénes öröklődésű, de a pontos öröklésmenete még nem tisztázott.

## A tikkelés gyógyítása
A betegek egy része nem igényel gyógyszeres kezelést, mivel tüneteik nem okoznak életvezetésükben súlyosabb nehézséget. A tikkelés a legtöbb esetben jól kezelhető, járóbeteg-rendelés keretében megoldható, de ez függ a tikkek erősségétől, a tikkelés kiváltó okától is. Magatartásterápiák, lazítótechnikák elsajátítása, koncentrációs tréning, gyógyszeres kezelés - neuroleptikumok adása - segíthet a betegség kezelésében. A tünetek orvoslására nincs egységes gyógyszer, ezért az orvosnak és a betegnek a tünetek csökkentése és a gyógyszerekkel járó mellékhatások elkerülése között kell kompromisszumot kötnie. Rendszerint olyan mértékig igyekeznek csökkenteni a tüneteket, hogy azok már elviselhető, könnyen kezelhető életvitelt tegyenek lehetővé. A tikkelés tökéletes eltüntetésére általában nem lehet számítani.

## Tikkeléssel járó kórképek
- Tourette-szindróma
- Blepharospasmus
- Kezdődő szkizofrénia (a rítusok nem énidegenek, a beteg nem tartja azokat kórosnak)
- Anorexia nervosa

## Külső hivatkozások
- https://web.archive.org/web/20160305055837/http://www.vadaskertalapitvany.hu/content/TS%20tajekoztato%20tanaroknak.pdf
- http://www.webbeteg.hu/cikkek/psziches/4837/tic-akaratlan-izomrangas
- https://www.hazipatika.com/articles/Tikk?aid=20040805091650%5B%5D
- https://web.archive.org/web/20110913121816/http://www.vitalitas.hu/ismerettar/szo/szo10.htm
- https://qubit.hu/2020/02/12/sokan-szenvednek-a-tourette-szindromatol-pedig-lehet-hogy-nem-is-betegseg